# Provertex forsslundi
Provertex forsslundi är en kvalsterart som beskrevs av Krivolutsky 1969. Provertex forsslundi ingår i släktet Provertex och familjen Scutoverticidae. Inga underarter finns listade i Catalogue of Life.